# Mademoiselle Zhivago
Albums de Lara Fabian
Every woman in me
(2009) Best of
(2010)
Mademoiselle Zhivago est le 10e album studio de Lara Fabian sorti le 15 septembre 2010 en Russie et en Ukraine puis le 21 juin 2012 en France et en Belgique. Il contient des chansons en langues française, anglaise, italienne, russe et espagnole. Pour sa sortie ouest-européenne, le projet de cet album est modifié. La galette est éditée dans un coffret comprenant photos, interviews, CD et DVD capté au Kremlin.

## Liste des titres
1. Demain n'existe pas  4:36
2. Toccami  5:01
3. Llora  5:48
4. Russian Fairy Tale  4:08
5. Mademoiselle Hyde  3:59
6. Desperate Housewife  3:42
7. Lou  3:55
8. Ever-Ever Land  3:35
9. Vocalise  5:50
10. Tomorrow is a lie  4:36 (version anglaise de Demain n'existe pas)
11. Любовь, Похожая На Сон  5:04

Inédits pour l'édition russe et ukrainienne :
1. Mr. President 3:48
2. Мама Моя 4:22

Inédits pour l'édition française et belge :
1. Always  5:30
2. Je t'aime encore  5:03

Extras pour l'Europe de l'Ouest : DVD du concert au Kremlin et livret

## Production
CD référence АРС Records АРС 200-10 - date de sortie : 15/09/2010.
CD référence Ipanema 9 (UMG) /  (ISBN 9782364780309) - date de sortie : 07/09/2012.

## Distribution
- France : Ipanema
- Belgique,  Luxembourg et  Pays-Bas : Ipanema
- Russie,  Ukraine : АРС Records

## Classements
| Pays                | Meilleure position | Ventes |
| ------------------- | ------------------ | ------ |
| Belgique (Wallonie) | 2                  |        |
| France              | –                  |        |
| Russie              | 4                  |        |

Le chiffre improbable de 400 000 ventes en Russie fut annoncé par certains médias. Or, ce chiffre est tout simplement impossible pour le marché russe : en effet, la meilleure vente d'albums de l'année 2010 en Russie (réalisée par un chanteur russe) enregistrait moins de 50 000 ventes. 
En réalité, l'album de Lara Fabian s'est écoulé précisément à 7271 exemplaires en 2010 (29e vente de l'année). En 2011, il fut la 9e vente de l'année et a été certifié disque d'or (soit entre 10 000 et 20 000 ventes au total). Il ne figurait pas parmi les meilleures ventes de 2012.